# Beržoras
Beržoras, žemaitsky Beržuors, je vesnice v seniorátu/obci Platelių seniūnija, v okrese Plungė v Telšiaiském kraji v Litvě. Nachází se u jezera Beržoras, jižně od města Plateliai v Žemaitijském národním parku.

## Další informace
V Beržoras se dochoval cenný soubor dřevěných sakrálních staveb. Na hřbitově obce stojí kostel svatého biskupa Stanislava (Beržoro Šv. Stanislovo Bažnyčia) z roku 1746 a přestavěný v roce 1850 a jeho zvonice. Dále je zde k vidění kaple, křížová cesta, rozhledna Siberijos aj. Vesnicí také vedou turistické trasy a cyklotrasy, viz např. trasa Okolo jezera Plateliai.

## Galerie

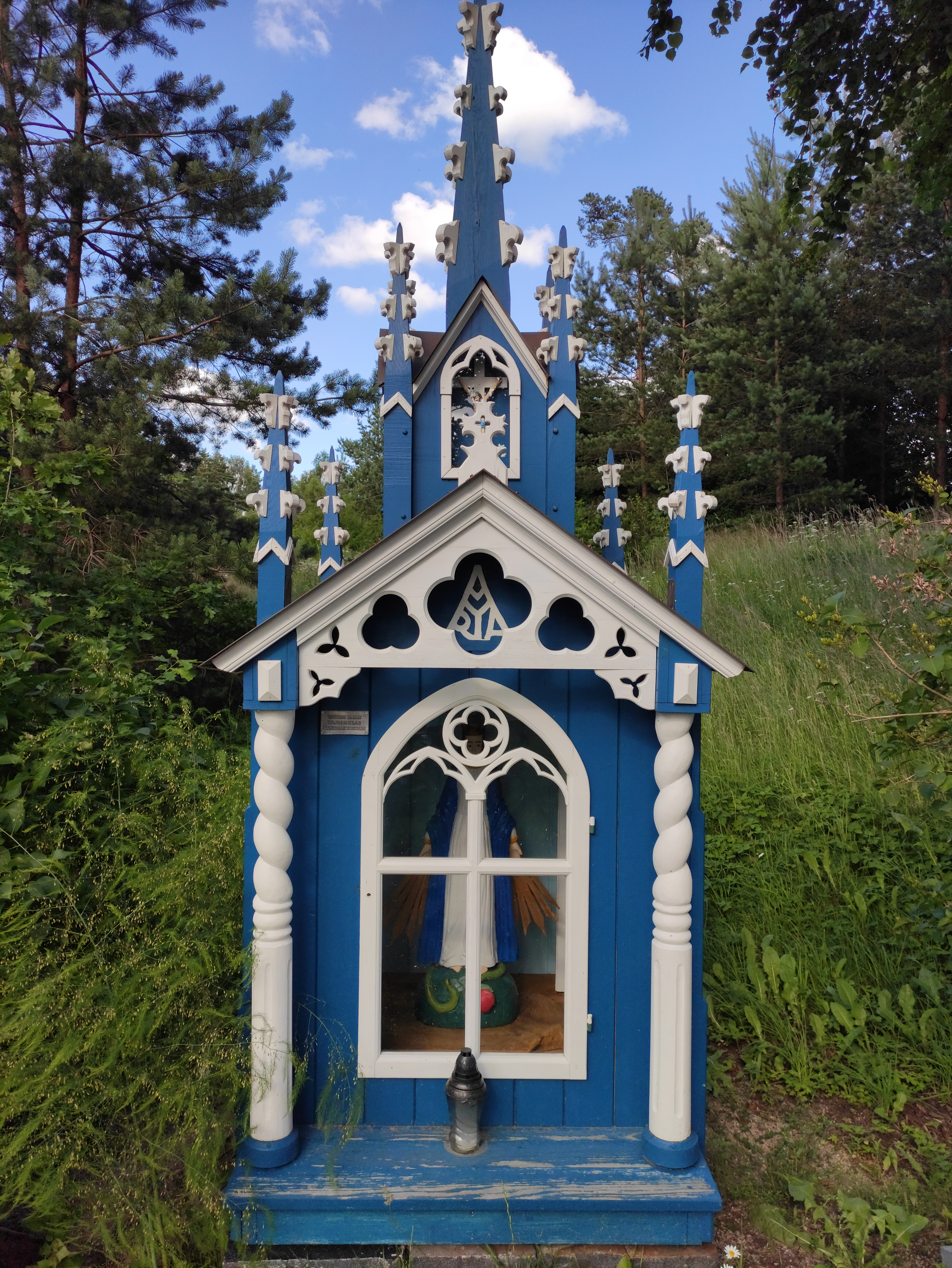
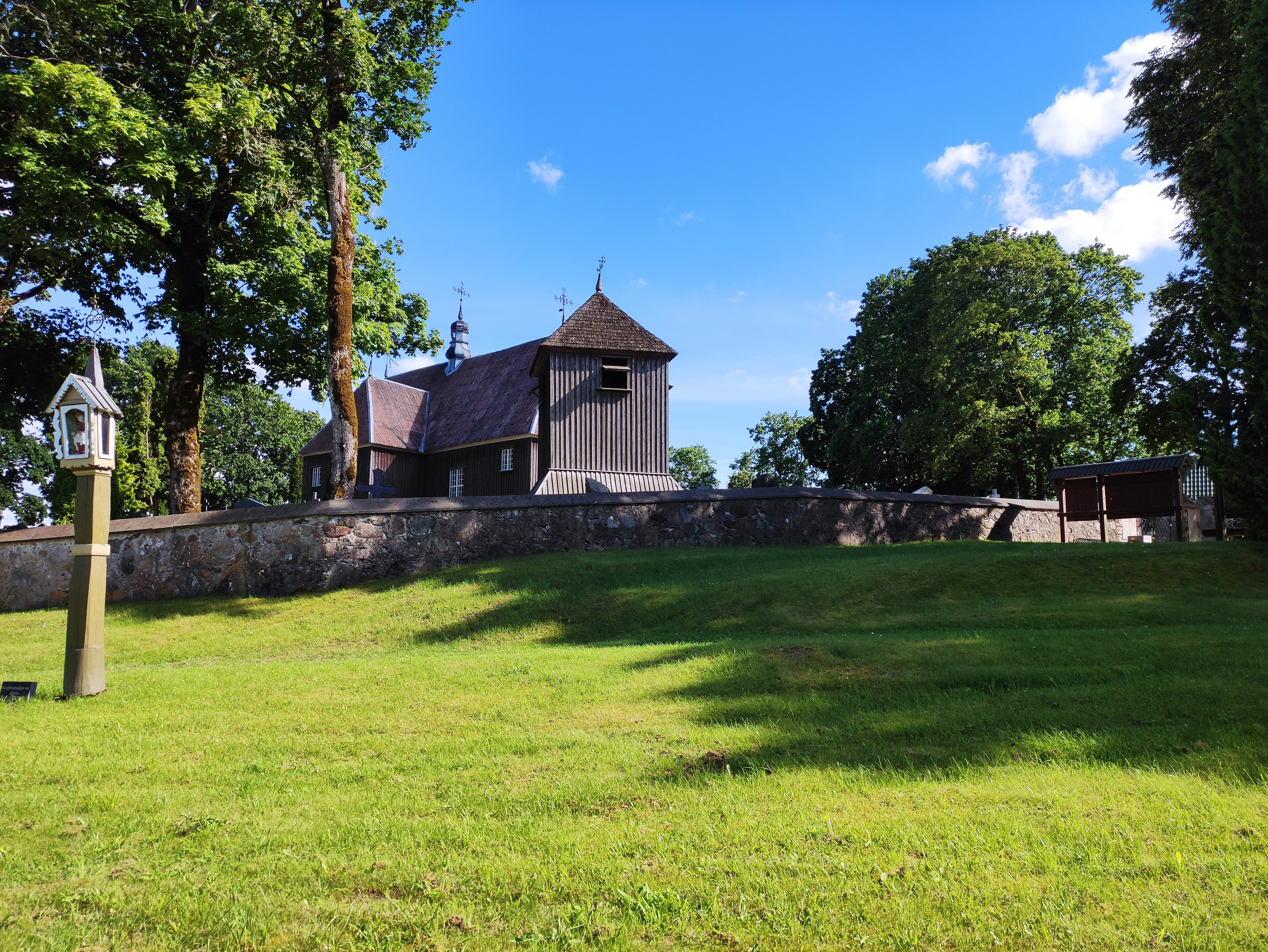